# Asio
Asio és un gènere d'ocells de la família dels estrígids (Strigidae). Coneguts generalment com a mussols, si bé es poden distingir fàcilment dels autèntics mussols del gènere Athene, pels característics flocs de plomes al cap, coneguts com a "banyes". Aquest grup compta amb representants en gairebé tot el planeta, a excepció de l'Antàrtida i Austràlia. Als Països Catalans es pot observar el mussol banyut (Asio otus), i amb menys freqüencia el mussol emigrant (Asio flammeus).

## Morfologia
- Són rapinyaires nocturns de mida mitjana, que fan 30 – 46 cm de llargària i 80 – 103 d'envergadura.
- Tenen llargues ales i característic disc facial.
- Les banyes són més llargues en les espècies d'hàbitats forestals que en les que viuen a terrenys oberts.

## Hàbits
Les dues espècies septentrionals són parcialment migratòries, i fan moviments cap al sud a l'hivern, des de les zones del nord de llur distribució. També poden vagabundejar en anys de pocs rosegadors, a la recerca d'aliment. Les espècies tropicals són sedentàries.
Són principalment nocturns, però hi ha espècies que també poden ser crepusculars.

## Reproducció
La majoria nien en terra, però el mussol banyut ho fa als arbres, aprofitant nius vells de còrvids i falcons.

## Alimentació
Cacen en camp obert, sobretot rosegadors i altres micromamífers. També algunes aus.

## Taxonomia
Segons la classificació del Congrés Ornitològic Internacional (versió 12.2, 2022), aquest gènere està format per nou espècies:
- mussol de Jamaica (Asio grammicus).
- mussol banyut (Asio otus).
- mussol cridaner (Asio clamator).
- mussol d'Etiòpia (Asio abyssinicus).
- mussol de Madagascar (Asio madagascariensis).
- mussol emigrant (Asio flammeus).
- mussol gregari (Asio capensis).
- mussol negrós (Asio stygius).
- mussol de les Salomó (Asio solomonensis).